# Луций Венулей Монтан Апрониан
Луций Венулей Монтан Апрониан (на латински: Lucius Venuleius Montanus Apronianus) е сенатор на Римската империя през 1 век.
Син е на Луций Венулей Монтан (суфектконсул по времето на император Нерон) и на Лецила.
През 92 г. той е суфектконсул на мястото на император Домициан заедно с Квинт Волузий Сатурнин. От 80 до 92 г. е арвалски брат. Поетът Стаций споменава Венулей в стихотворенията си в третата и четвъртата си книга Silvae.
Неговият син Луций Венулей Апрониан Октавий Приск е редовен консул през 123 г.